# Karijoki

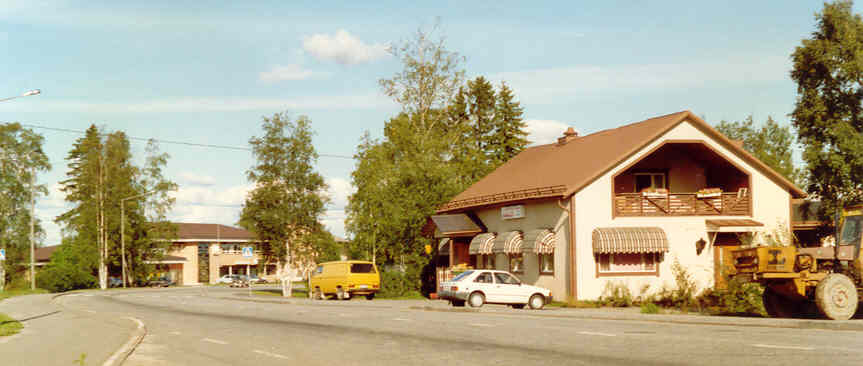
Karijoki

Karijoki (Bötom trong tiếng Thụy Điển) là một đô thị của Phần Lan.
Vị trí ở tỉnh Tây Phần Lan trong vùng Nam Ostrobothnia. Đô thị này có dân số 1.686 (2003) và diện tích 186,58 km² trong đó có 0,53 km² là diện tích mặt nước. Mật độ dân số là 9 người trên mỗi km².
Dân đô thị này chỉ sử dụng tiếng Phần Lan